# Archivio glottologico italiano
(Graziadio Isaia Ascoli)
L'Archivio glottologico italiano, spesso nelle bibliografie abbreviato come AGI, è una rivista italiana di glottologia.

## Storia
Fondata da Graziadio Isaia Ascoli e Giovanni Flechia nel 1873, fu edita inizialmente da Loescher e diretta negli anni da vari studiosi italiani, tra i quali Carlo Salvioni, Matteo Bartoli, Vittore Pisani, Pier Gabriele Goidanich, Benvenuto Terracini e Giacomo Devoto. Vi hanno scritto altri studiosi come Costantino Nigra, Francesco D'Ovidio, Wilhelm Meyer-Lübke, Gian Luigi Beccaria, Franca Brambilla Ageno, Giandomenico Serra, Romano Lazzeroni, Marco Mancini.
Vi si trovano ricerche e studi di metodo sulle lingue indoeuropee e romanze e sull'italiano e i suoi dialetti, sulla glottologia, l'etimologia e la linguistica come scienze ecc. oltre a numeri speciali (per esempio i nn. 53 e 54 del 1968-69 dedicati a Benvenuto Terracini) e ad alcuni supplementi (usciti irregolarmente dal 1891 al 1907).
Diretta attualmente da Paolo Ramat e Alberto Nocentini, la rivista è giunta al volume 96 e pubblicata da Le Monnier di Firenze.